# Dorota Ściurka
Dorota Ściurka (ur. 7 stycznia 1981 w Krynicy-Zdroju) – polska siatkarka grająca na pozycji przyjmującej, reprezentantka kraju. Wychowanka Ogniwa Piwniczna-Zdrój. Wraz z kadrą Polski B zdobyła złoty medal na Uniwersjadzie w Bangkoku w 2007 roku. Od listopada 2019 roku występuje w drużynie UKS Szóstka Mielec.

## Sukcesy klubowe
Puchar Polski:
- 2012[3]

Mistrzostwo Polski:
- 2012

## Sukcesy reprezentacyjne
Letnia Uniwersjada:
- 2007[3]